# مابل (من الأفضل الاتصال بسول)
«مابل» (بالإنجليزية: Mabel)‏ هي الحلقة الأولى للموسم الأول من مسلسل إيه إم سي التلفزيوني الدرامي من الأفضل الاتصال بسول، المسلسل يُعتبر بادئة من مسلسل اختلال ضال. تم بث الحلقة في 6 أبريل 2015 على قناة إيه إم سي بالولايات المتحدة. خارج الولايات المتحدة، تم عرض الحلقة لأول مرة على خدمة البث نتفليكس في عدة بلدان.

## الحبكة

### الافتتاحية
في لمحة سريعة، تناول جين تاكافيتش الغداء في مركز أوماها التجاري حيث يدير سينابون. يشير على مضض إلى سارق مختبئ للشرطة، لكنه يصرخ على السارق ليبقى صامتًا ويوكل محامًا. بعد العودة إلى العمل، ينهار جين مرهق فجأة.

### القصة الرئيسية
أخبر جيمي هاورد هاملين أن تشاك ماكغيل لن يستقيل من أتش أتش أم. يساعد تشاك في إزالة الرقاقة المعدنية من جدرانه ويجد نسخة من كتاب مغامرات مابل، وهو كتاب قرأه الأخوان معًا خلال شبابهم. يحاول جيمي أن يستعيد ذكرياته، لكن تشاك يقول إنه لن ينسى عملية الاحتيال التي ارتكبها جيمي لسرقة حساب ميسا فيردي الخاص بكيم ويكسلر.
يواجه النقيب باور جيمي بشأن دخول قاعدة سلاح الجو عن طريق الاحتيال ويهدد بتوجيه اتهامات إذا لم يسحب جيمي إعلانه التجاري عن الهواء. يتصدع جيمي للحظات لأن حجج باور تبدو مثل تلك التي سيطرحها تشاك لكنها في النهاية غير متأثرة.
يشغل تشاك اعتراف جيمي إلى هاورد، الذي يشكك في قيمته لأنه لن يجعل ميسا فيردي تعود إلى أتش أتش أم، والطريقة التي تم الحصول عليها بها تمنع استخدامه في المحكمة، لكن تشاك يؤكد له أن التسجيل له فائدة. طلب تشاك لاحقًا من إرنستو تغيير بطاريات المُسجل، ويسمع إرنستو جزءًا من التسجيل. يُجبر تشاك إرنستو على التعهد بعدم تكرار ما سمعه.
مايك إيرمنتروت يقود سيارته بعيدًا عن المكان الذي حاول فيه قتل هيكتور سالامانكا ويفحص سيارته دون جدوى بحثًا عن جهاز تتبع. من المؤكد أنه تم متابعته، قام بتفكيك عربة المحطة التي كان يقودها في ساحة خردة محلية لكنه لم يجد شيئًا. أثناء النظر إلى عرض مبيعات لأغطية الغاز، كان لديه إستيعاب ويفصل الغطاء عن عربة المحطة، حيث يجد جهاز تعقب يعمل بالبطارية.
بعد العثور على جهاز التعقب، حصل مايك على جهاز مماثل من دكتور كالديرا، ودرس وظيفته، واكتشف أنه يحذر المشغل عن بعد عندما ينفد شحن البطارية. يستبدل جهاز التعقب الموجود في غطاء الغاز في سيارته الجديدة، ويستنزف بطارية السيارة التي أخذها من سيارته، ويبقى مستيقظًا طوال الليل لمشاهدة السيارة السيدان. في الصباح الباكر، يصل شخص ما ليغير جهاز التعقب في سيارته الصالون بواحد ببطارية جديدة. نظرًا لأن الرجل الذي حل محل جهاز التعقب يحمل في الواقع الشخص الذي وضعه مايك على سيارته، فإن مايك قادر على متابعته.

## الاستقبال

### التقييمات
عند بثها، تلقت الحلقة 1.81 مليون مشاهد أمريكي، ونسبة 18-49 من 0.7.

### الاستقبال النقدي
تلقت الحلقة اشادة من النقاد. على روتن توميتوز، حصلت الحلقة على تقييم مثالي 100% بمتوسط درجات 8.67 من 10 بناءً على 16 تقييمًا.

## الملاحظات
1. 1 2  كما هو موضح في «فيفي».
2. ↑  كما هو موضح في «كليك».

## وصلات خارجية
- «مابل» على إيه إم سي (بالإنجليزية)
- «مابل» على قاعدة بيانات الأفلام على الإنترنت (بالإنجليزية)